# 志邦家居
志邦家居股份有限公司（英語：Zbom Home Collection Co.,Ltd.；上交所：603801，简称：志邦家居），是中国上海证券交易所的一家上市公司，主营业务为全屋定制家居的研发、设计、生产、销售和安装服务。

## 历史
公司前身为2005年4月设立的志邦有限，由孙志勇、许帮顺、蒯正东、程云、王平共同发起设立。2012年整体变更为股份有限公司，更名为志邦厨柜股份有限公司。2017年6月30日，在上海证券交易所挂牌上市，证券简称为“志邦股份”，证券代码为“603801”。2018年，公司名称由“志邦厨柜股份有限公司”变更为“志邦家居股份有限公司”，中文简称变更为“志邦家居”。
2022年，公司实现营业收入53.89亿元，同比增长4.57%；实现净利润5.37亿元，同比增长6.17%。